# Vellexon-Queutrey-et-Vaudey
Vellexon-Queutrey-et-Vaudey – miejscowość i gmina we Francji, w regionie Burgundia-Franche-Comté, w departamencie Górna Saona.
Według danych na rok 1990 gminę zamieszkiwało 519 osób, a gęstość zaludnienia wynosiła 21 osób/km² (wśród 1786 gmin Franche-Comté Vellexon-Queutrey-et-Vaudey plasuje się na 303. miejscu pod względem liczby ludności, natomiast pod względem powierzchni na miejscu 66.).